# Prison d'Abou Ghraib

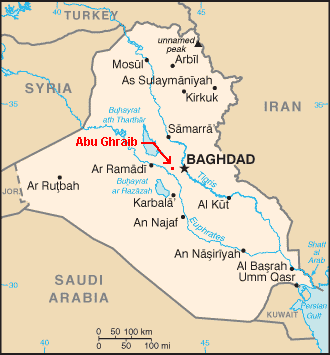
Localisation approximative d'Abou Ghraib.

La prison d'Abou Ghraib (arabe : سجن أبو غريب Sijn Abū Ghurayb), aujourd'hui connue sous le nom de prison centrale de Bagdad,, est un complexe pénitentiaire irakien, situé dans la ville d'Abou Ghraib, à 32 km à l'ouest du centre de Bagdad. Ouverte dans les années 1960, la prison devient dans les années 1980, un lieu de détention, de torture et d'exécution de prisonniers politiques entre les mains de la police politique de Saddam Hussein, jusqu'à sa fermeture à l'automne 2002. Le 4 août 2003, l'armée américaine rouvre le complexe pénitentiaire qui devient le « Baghdad Central Detention Center ». En 2004, la diffusion de photographies montrant des détenus irakiens torturés et humiliés par des militaires américains déclenche le scandale d'Abou Ghraib. En 2006, après le transfert des détenus, la prison est remise aux autorités irakiennes. Une évasion de masse de prisonniers a lieu en 2013, pendant la deuxième guerre civile irakienne, et la prison est fermée par le gouvernement irakien en 2014.

## Histoire

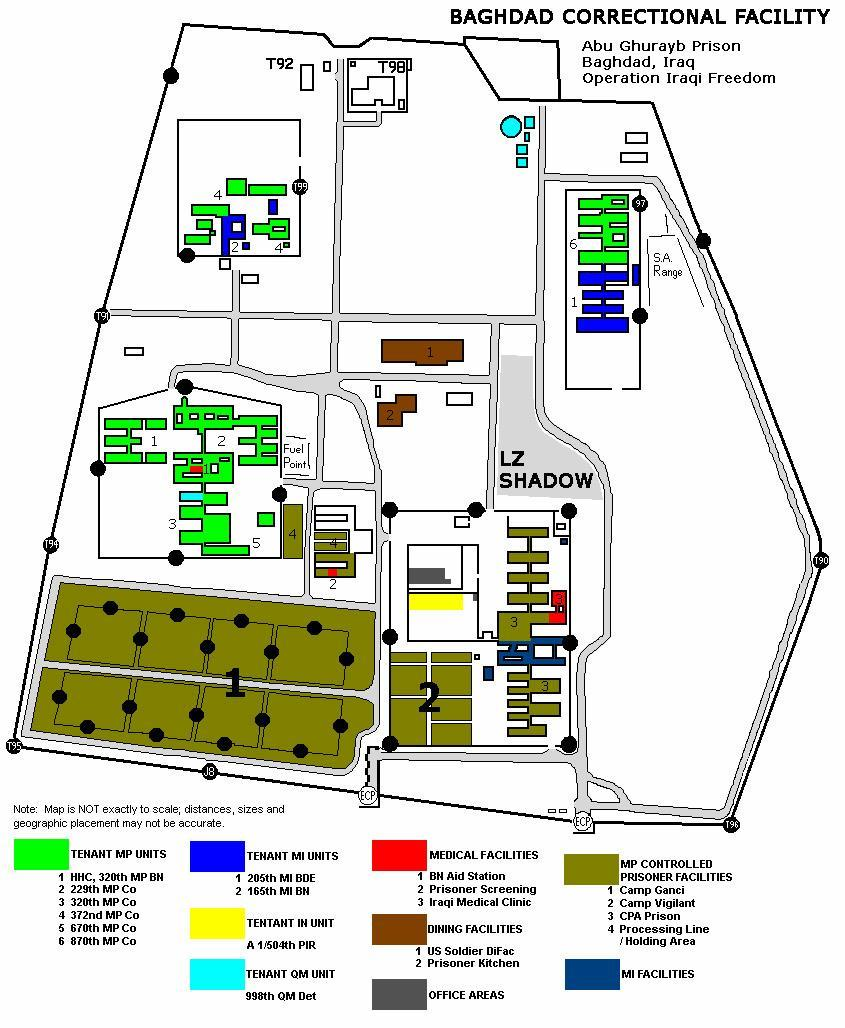
Plan de la prison d'Abou Ghraib fin 2003.

Construite dans les années 1960, par des entreprises britanniques pour le compte de la junte militaire dirigeant la République d'Irak. La prison a une superficie de 115 ha, délimitée par un périmètre de sécurité de 4 km ponctuée par 24 miradors. Sous le régime de Saddam Hussein, la prison d'Abou Ghraib était placée sous l'autorité de la « Direction de la sécurité générale » (en anglais : Directorate of General Security, connue en arabe sous le nom de al-Amn al-‘Amm), c'est-à-dire la police secrète. Elle fut un lieu de torture et d'exécutions, dont des milliers de prisonniers politiques furent les victimes. On estime à 4 000 le nombre des exécutions pour la seule année 1984. L'organisation de défense des droits de l'homme Amnesty International a réuni des informations sur plusieurs exécutions de masse dans les années 1990, au cours desquelles des centaines de prisonniers furent tués. Pendant la première guerre du Golfe (1990-1991), des prisonniers de guerre des troupes de la coalition, notamment des membres du SAS britannique, furent détenus et torturés à Abou-Ghraib.
En 2001, le nombre de prisonniers à Abou-Ghraib était estimé à 15 000, dont un grand nombre de Kurdes irakiens, de chiites, ainsi que d'Irakiens d'origine iranienne. Certains d'entre eux étaient détenus depuis 1980, année marquant le début de la première guerre du Golfe, opposant l'Irak à l'Iran. La plupart des détenus n'avaient jamais été inculpés ou condamnés et étaient maintenus en isolement. Des indications non confirmées évoquent des essais d'armes chimiques et bactériologiques réalisés sur ces derniers dans le cadre du programme d'armement irakien. Au printemps 2002, un agrandissement du complexe pénitentiaire fut entrepris, visant à porter de quatre à six le nombre de blocs de cellules. Mais la prison fut abandonnée avant le début de la troisième guerre du Golfe, en 2003. Après une amnistie générale en octobre 2002 et la libération de la plupart des détenus, les forces de sécurité irakiennes détruisirent la quasi-totalité des documents de la prison, qui fut par la suite entièrement pillée et en partie incendiée.
Après la chute du régime de Saddam Hussein, plusieurs fosses communes furent découvertes aux abords de la prison. À Al-Zahedi, à l'ouest de Bagdad, l'une d'entre elles contenait les corps d'un millier de prisonniers politiques. Selon un témoin, 10 à 15 corps étaient transportés à chaque fois de la prison d'Abou Ghraib et étaient enterrés par des habitants. Le 10 décembre 1999, 101 personnes furent exécutées à Abou Ghraib en un seul jour ; le 9 mars 2000, 58 prisonniers furent tués en une seule fois.

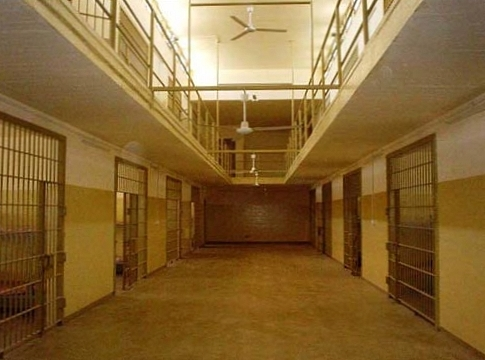
Bloc de cellules en 2006.

Le complexe est surtout connu à l'étranger à la suite du tollé suscité par la publication de photos prises par des soldats américains montrant des prisonniers torturés, attachés à des câbles électriques, obligés de poser nus ou bien menacés par des chiens de garde, voire profanés après leur mort. Entre le 24 et le 27 août 2005, l'armée américaine annonce la libération d'un millier de détenus. Le 26 septembre 2005, ce sont 507 prisonniers qui sont libérés à une semaine du Ramadan. Le 9 mars 2006, l'armée américaine annonce la fermeture de la prison d'Abou Ghraib. Les 4 500 détenus[réf. nécessaire] furent transférés vers d'autres centres de détention en Irak. Le 2 septembre 2006, le site passa sous le contrôle du gouvernement irakien.
Pendant la deuxième guerre civile irakienne, de nombreux rebelles sunnites, y compris des membres d'Al-Qaïda sont détenus à Abou Ghraib. Dans la soirée du 21 juillet 2013, quelque cinq cents détenus, dont de hauts responsables d'Al-Qaïda, parviennent à s'évader à la suite de l'attaque de la prison par un groupe de rebelles sunnites.
Mi-avril 2014, le ministère de la Justice irakien annonce la fermeture de la prison, pour raisons de sécurité.

## Détenus notables
- Younes Bahri, voyageur, journaliste, animateur, présentateur et écrivain, incarcéré à la suite du coup d'État du 14 juillet 1958 ;
- Rifat Chadirji, architecte et plasticien, incarcéré à la fin des années 1970 ;
- Adnan al-Zourfi, homme politique, incarcéré de 1988 à 1991[11] ;
- Manadel al-Jamadi, torturé et assassiné par les Américains en 2003 ;
- Maher Abd al-Rachid, militaire, incarcéré de 2003 à 2004 ;
- Abou Ali al-Anbari, émir adjoint d'Al-Qaïda en Irak, incarcéré en 2005 ;
- Oussama Atar, terroriste, incarcéré en 2005[12] ;
- Ahmed al-Charaa, homme politique, commandant djihadiste et rebelle syrien[13] ;
- Ghazwan al-Zawbaï, terroriste, incarcéré de 2011 à 2013.

## Scandale d'Abou Ghraib

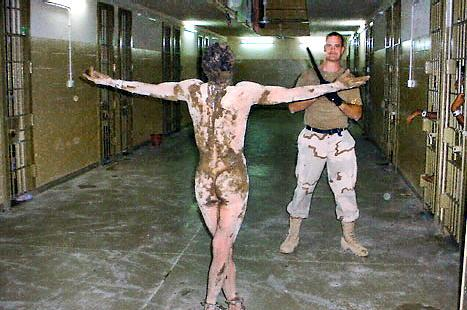
Sévice subi par un prisonnier irakien à Abou Ghraib.

Le scandale d'Abou Ghraib est une affaire durant laquelle des militaires de l'armée américaine et des agents de la CIA ont été accusés de violation des droits de l'Homme à l'encontre de prisonniers, entre 2003 et 2004, lors de la guerre en Irak, dans la prison d'Abou Ghraib. Ces prisonniers étaient physiquement et sexuellement abusés, torturés,,, violés,, sodomisés et exécutés.
Durant l'occupation américaine, Abou Ghraib a aussi été utilisé en tant que centre de détention hébergeant des « détenus fantômes. » Outre Abou Ghraib, l'Irak compte plus de 400 centres de détention, certains étant sous administration américaine ou irakienne, d'autres sous administration mixte, américaine et irakienne (centres d'Al-Dial, d’Al-Karmiya et de Sahat al-Usur).

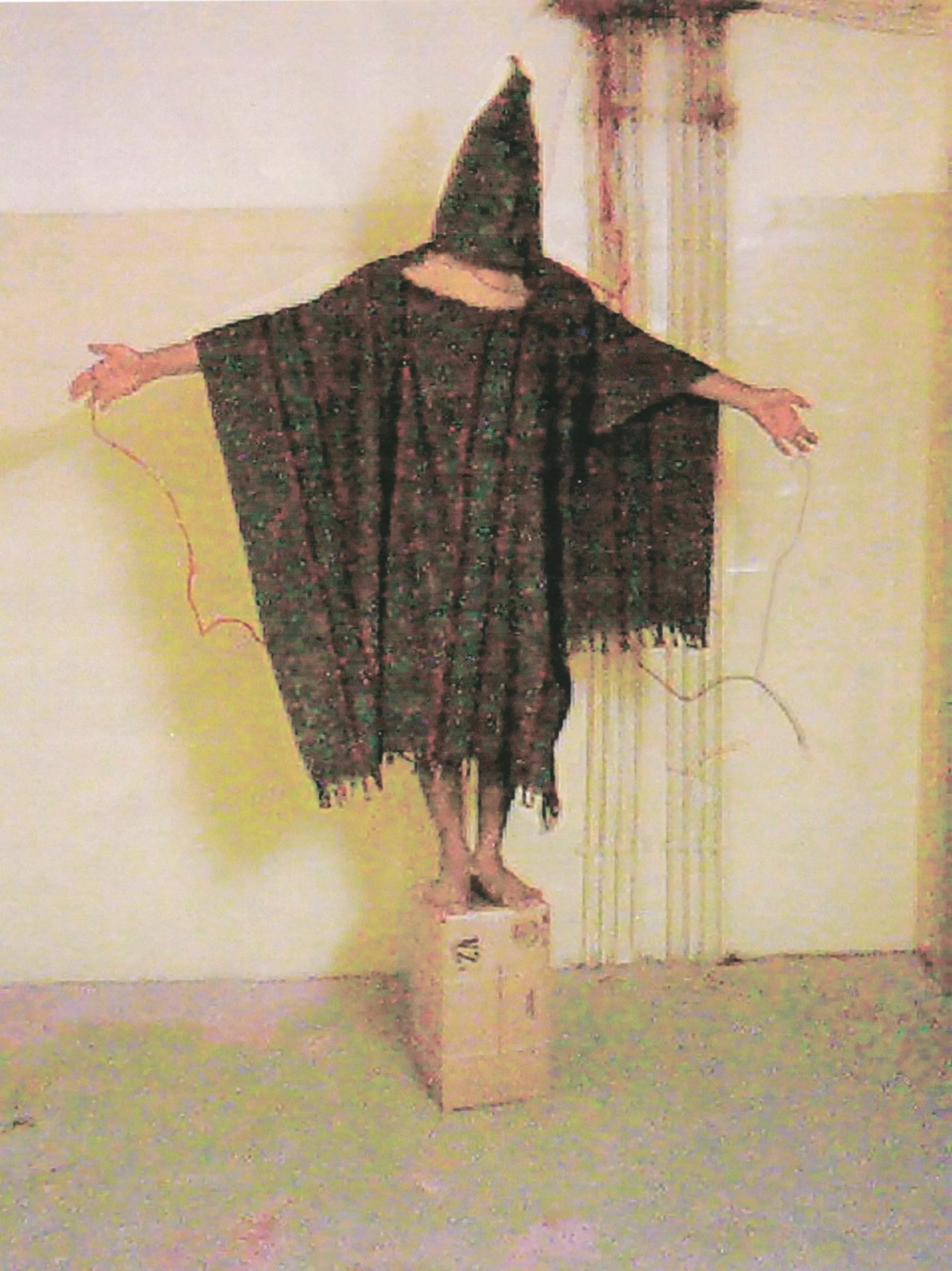
Torture d'un prisonnier, immobile sur une boîte, des fils électriques accrochés à ses mains.

En 2006, onze soldats américains ont été jugés et condamnés dans le cadre du scandale des tortures d'Abou Ghraib. En mai 2006, le président américain George W. Bush déclare que la prison était la « plus grosse erreur » des Américains en Irak. Mais d'après le général Janis Karpinski[réf. nécessaire], jugée coupable et dégradée, les ordres de torture seraient venus de Donald Rumsfeld ; ils seraient intervenus dans le cadre général de l'utilisation de la torture en Irak et Afghanistan et auraient suivi l'arrivée à Abou Ghraib du major général Geoffrey D. Miller[réf. nécessaire]. Celui-ci avait déjà organisé les interrogatoires et la torture infligée dans le centre de détention de Guantánamo. En février 2009, la prison a été rouverte après rénovation sous le nom de Prison centrale de Bagdad, et doit pouvoir accueillir jusqu'à 15 000 détenus.

## Médias
La prison d'Abou Ghraib est évoquée dans Le Poing de Dieu, un roman de l'écrivain britannique Frederick Forsyth publié en 1994. Elle est également au cœur du récit intitulé Absent de Bagdad de l'écrivain belge Jean-Claude Pirotte. Ancien avocat, Pirotte avait choisi la cavale afin d'échapper à une condamnation à son encontre qu'il considérait injuste. Son roman est avant tout un texte de colère.
En 2006, l'artiste colombien Fernando Botero expose une série d'œuvres sur les tortures commises par les soldats américains dans la prison d'Abou Ghraib dans une galerie new-yorkaise, puis en janvier 2007 à l'université de Californie à Berkeley,.
Selon le film Mi$e à prix 2, ce serait McTeague (dit « le chirurgien ») qui serait responsable des actes de tortures à Abu Ghraib. Le scandale d'Abou Ghraib est évoqué dans la série américaine Homeland (saison 1, épisode 12).